# Eugène Boudin

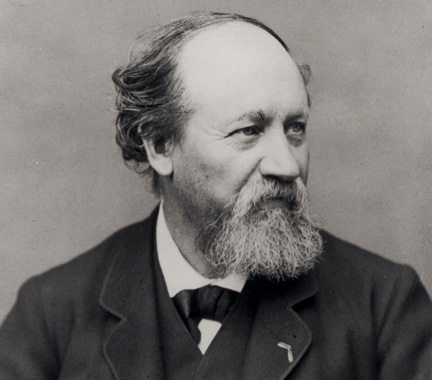
Eugène Boudin

Eugène Boudin (* 12. Juli 1824 in Honfleur; † 8. August 1898 in Deauville) war ein französischer Maler, Vorläufer des Impressionismus und einer der ersten Freilichtmaler.

## Leben
Als Sohn eines Hafenlotsen arbeitete Boudin bereits im Alter von zehn Jahren als Schiffsjunge auf einer dampfgetriebenen Fähre zwischen Le Havre und Honfleur. 1835 zog die Familie nach Le Havre, wo Boudins Vater einen Laden für Schreibwaren und Bilderrahmen eröffnete, in dem auch der junge Eugène arbeitete, bevor er später ein eigenes Geschäft führte.
Eugène Boudin lernte einige Kunstmaler aus der Gegend kennen und begann, ihre Bilder in seinem Laden auszustellen. Maler wie Constant Troyon, Jean-François Millet und Eugène Isabey ermutigten Boudin, selbst zum Pinsel zu greifen. Mit 22 Jahren gab er sein Geschäft auf und arbeitete ausschließlich als Maler.

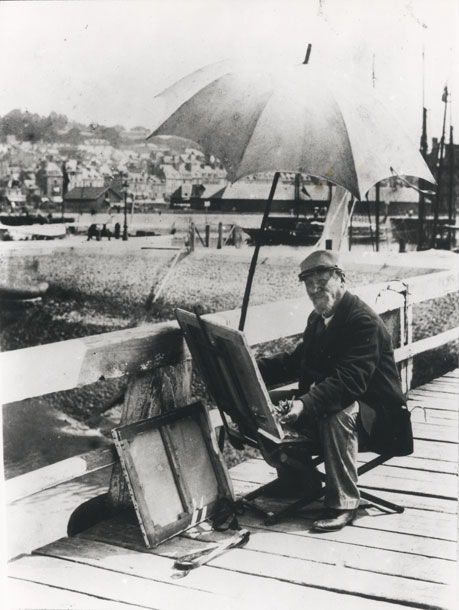
Eugène Boudin in Deauville-Trouville, Juni 1896

Mit einem Stipendium der Stadt Le Havre konnte er ab 1851 in Paris studieren. Studienreisen führten ihn nach Flandern, Südfrankreich, Venedig und vor allem immer wieder in die Bretagne – er blieb jedoch stets seiner Heimat Normandie treu. Nach 1850 entstand auf der Ferme Saint-Siméon in der Nähe von Honfleur eine kleine Künstlerkolonie, wo Boudin sich mit befreundeten Malern, wie Gustave Courbet, Eugène Isabey, Johan Barthold Jongkind, Claude Monet, Constant Troyon u. a. traf und die er zum Malen in der freien Natur anregte.
Ab 1859 nahm Boudin regelmäßig am Pariser Salon teil. 1874 stellte er auch auf der ersten Ausstellung der Impressionisten im Pariser Studio des Fotografen Nadar aus.
1881 lernte Boudin Louis Braquaval, den Schwiegersohn eines guten Freundes, kennen und machte ihn zu seinem Schüler in Honfleur. Sie blieben sich auch über die Lehrjahre hinaus freundschaftlich verbunden. So schenkte Boudin Braquavals Frau ein Gemälde mit deren Haus in Saint-Valery-sur-Somme. Im Sommer 1895 malte er in der bei den Malern beliebten Stadt Rouen.
1892 wurde Boudin in die Ehrenlegion (französisch Légion d’honneur) aufgenommen. Eugène Boudin starb am 8. August 1898 im Alter von 74 Jahren und wurde auf dem Cimetière Saint-Vincent am Montmartre in Paris beigesetzt.

## Werke in öffentlichen Sammlungen (Auswahl)
- 1888 kaufte der französische Staat Werke für das Palais du Luxembourg.[2]
- Der Nachlass Boudins befindet sich größtenteils im Musée Eugène Boudin in Honfleur[3] sowie im Musée d’art moderne André Malraux in Le Havre.[4]

Weitere Werke befinden sich in:
- Husum, Nordfriesisches Museum. Nissenhaus Husum
- Laren, Singer Laren[2]
- Potsdam, Museum Barberini
- Valence, Musée de Valence: La collégiale d'Abbeville la nuit, um 1890/94 (Inv.-Nr. P. 429).[5]

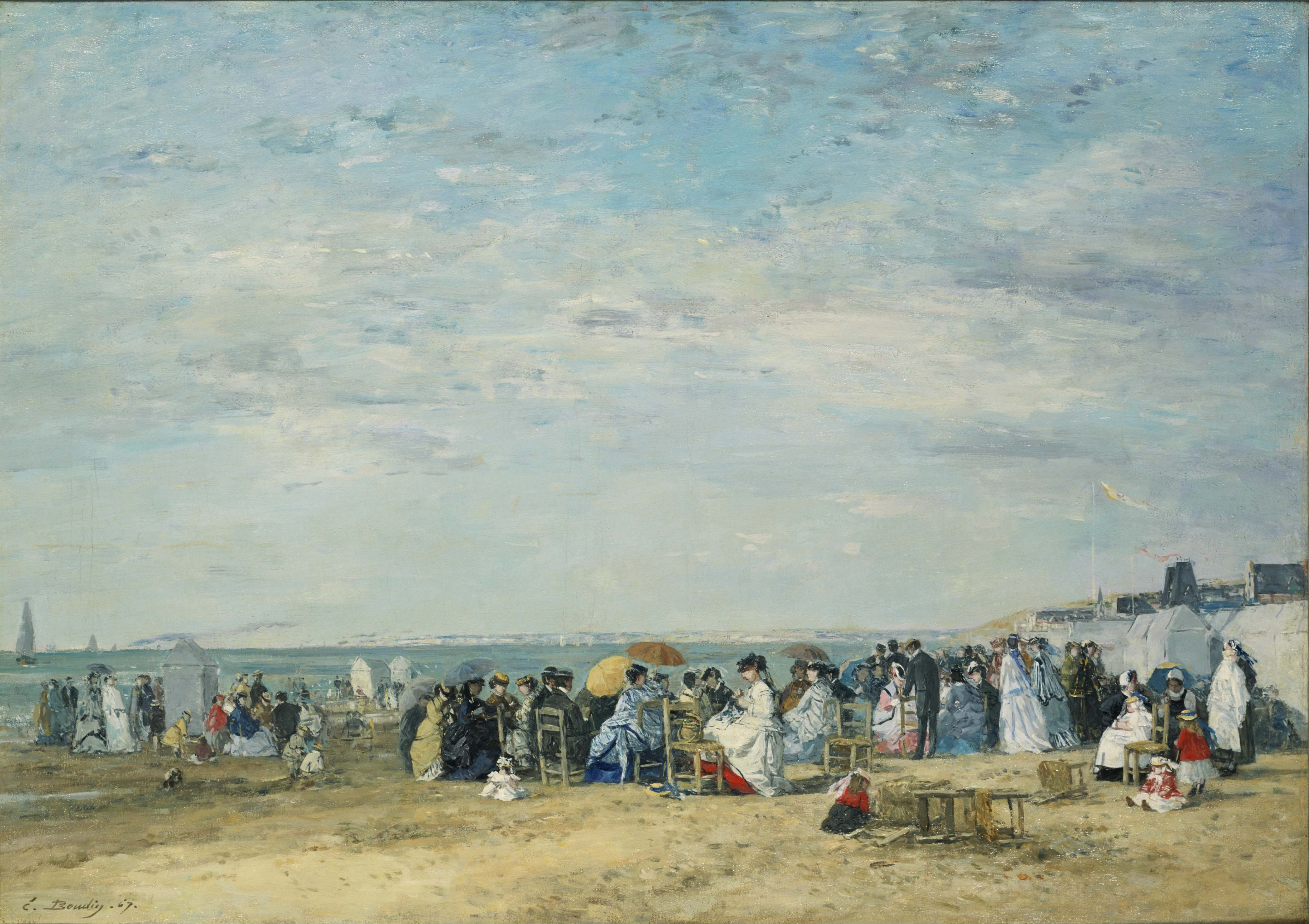
Strand von Trouville, 1867
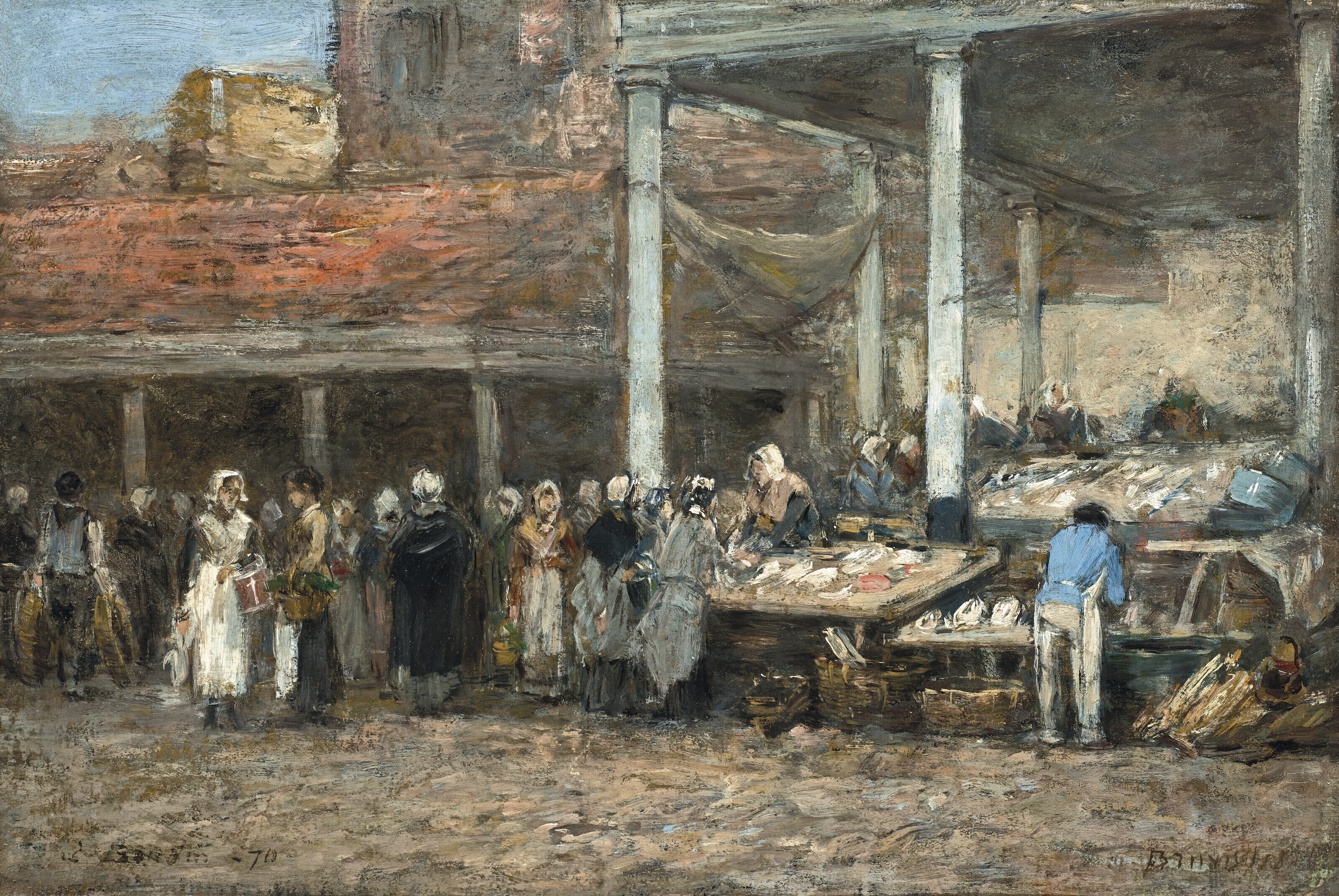
L’ancien marché aux poissons à Bruxelles, 1870
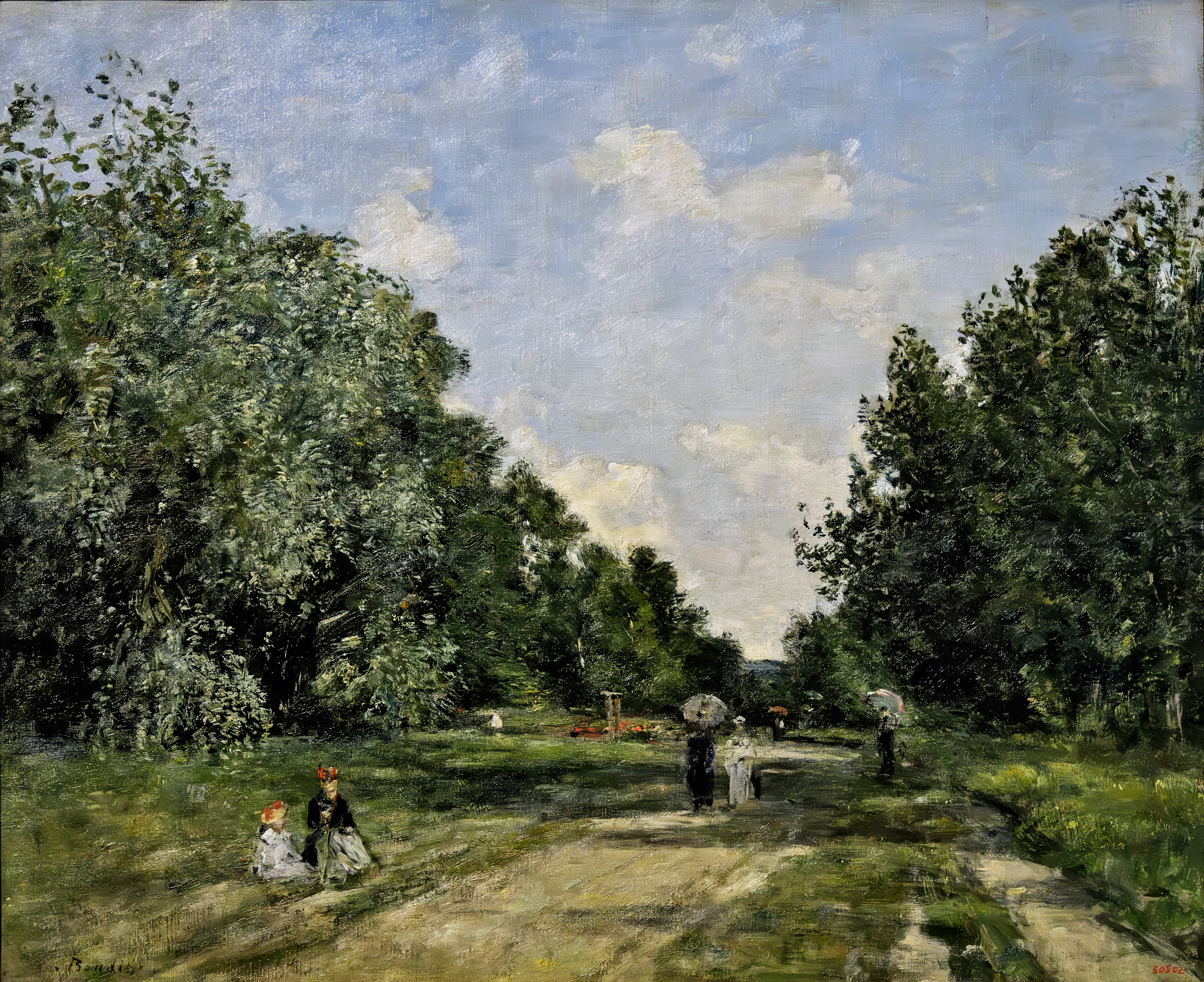
Parc Cordier in Trouville, um 1880–1885
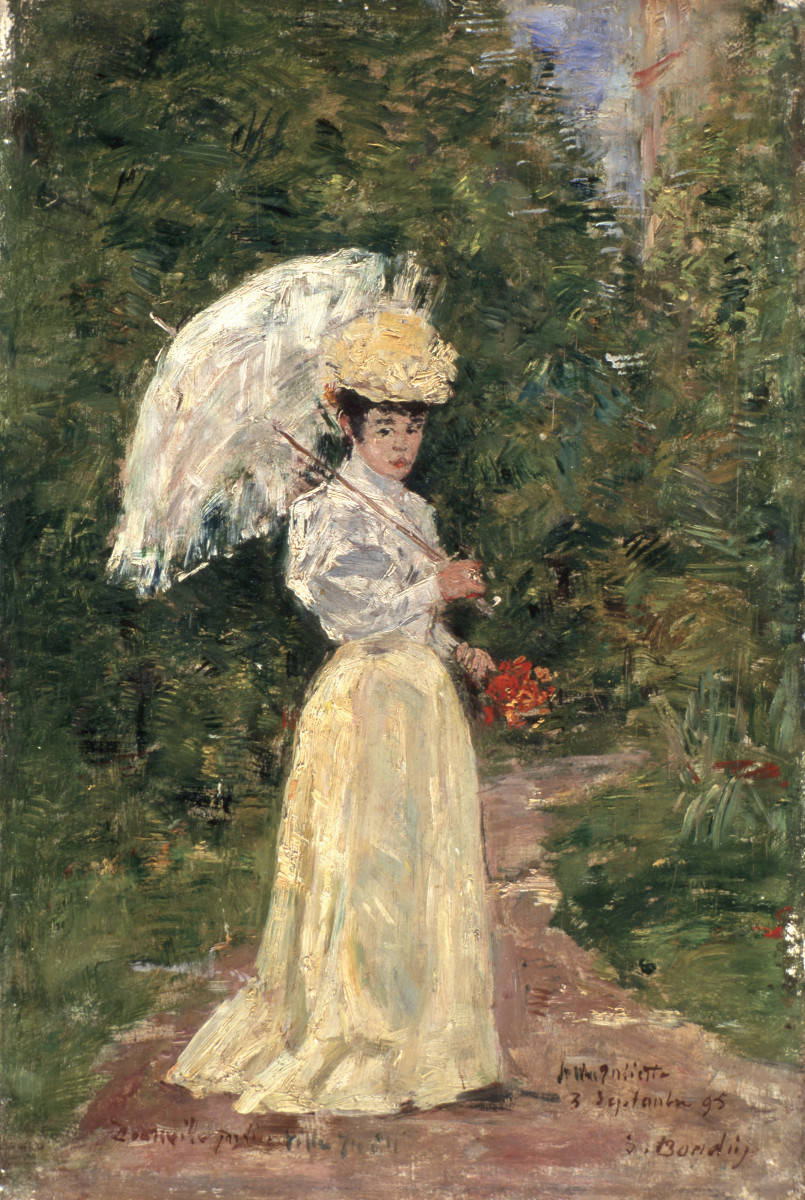
Madame Juliette dans le jardin, 1895
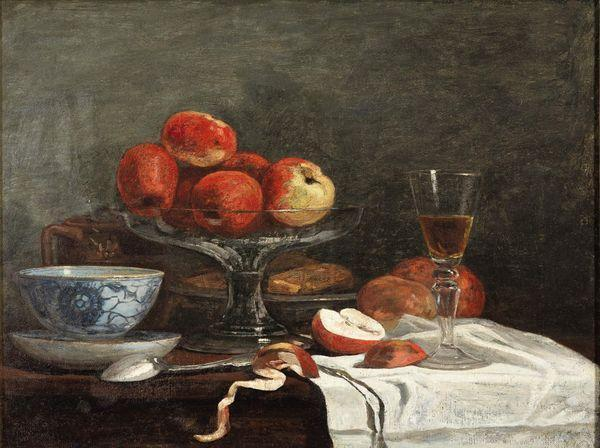
Nature Morte A La Pomme, Tasse, Cuillère Et Verre è Vin, um 1853–1856